# Orgullo de Colonia
El ColognePride (del inglés Pride, «Orgullo») u Orgullo de Colonia es un acontecimiento de dos semanas de duración que tiene lugar en Colonia (Alemania) y sus alrededores a favor de los derechos de las personas gais, lesbianas, bisexuales y personas transgénero.
Lo más destacado es el festival callejero Christopher Street Day (CSD), que, a pesar de su nombre, se celebra a lo largo de tres días, el primer fin de semana completamente en el mes de julio. Al final del CSD, se celebra una marcha-desfile en el centro de Colonia. El ColognePride ha sido organizado desde sus inicios en 1991 por la asociación Kölner Lesben- und Schwulentag e. V. (KLuST e. V., «Día de Lesbianas y Gais de Colonia»).
El Desfile del Orgullo de Colonia es el evento más grande de su tipo en Alemania y el tercero más grande en Europa en número de visitantes declarados por el organizador.

## Historia
En la década de 1980, Renania del Norte-Westfalia empezó a celebrar cada año en una ciudad diferente el Gay Freedom Day («Día de la Libertad Gay», en inglés), en homenaje a los disturbios de Stonewall. En 1991, Colonia fue de nuevo el lugar de celebración del Lesbian/Gay Freedom Day. Se creó la asociación Kölner Lesben- und Schwulentag e. V. (KLuST) para albergar el ColognePride. Además de los eventos culturales, la manifestación tiene un lema cada año. Al principio todo se trataba de visibilizar a las personas gais, lesbianas, bisexuales y personas transgénero, pero desde 1998 se han sumado las demandas políticas de matrimonio entre personas del mismo sexo o de protección contra la discriminación.

### Historia del nombre
El ColognePride originalmente recibió su nombre de la asociación de apoyo del mismo nombre, Kölner Lesben- und Schwulentag. («Día de las Lesbianas y los Gais de Colonia»). De 1992 a 2001, en el proceso de armonización con otros eventos similares en Alemania y Suiza, prevaleció el término Christopher Street Day, o CSD para abreviar.
Inspirados por el nombre Europride y en un contexto de creciente expansión por Europa, los organizadores han empleado exclusivamente el nombre ColognePride desde 2003.

### Europride
En 2002, Colonia fue la sede del Europride, un acontecimiento masivo que se celebra cada año en una metrópoli europea. En el período previo al Europride, la iniciativa Mehr Ruhe in der Altstadt («Más silencio en el casco antiguo») quiso manifestarse contra el gran evento debido a la temida contaminación acústica. El conflicto se resolvió de antemano mediante la negociación del alcalde Fritz Schramma (CDU) con el portavoz de la iniciativa ciudadana. Se estima que el Europride trajo 53 millones de euros a la ciudad por parte de los visitantes.

## Galería

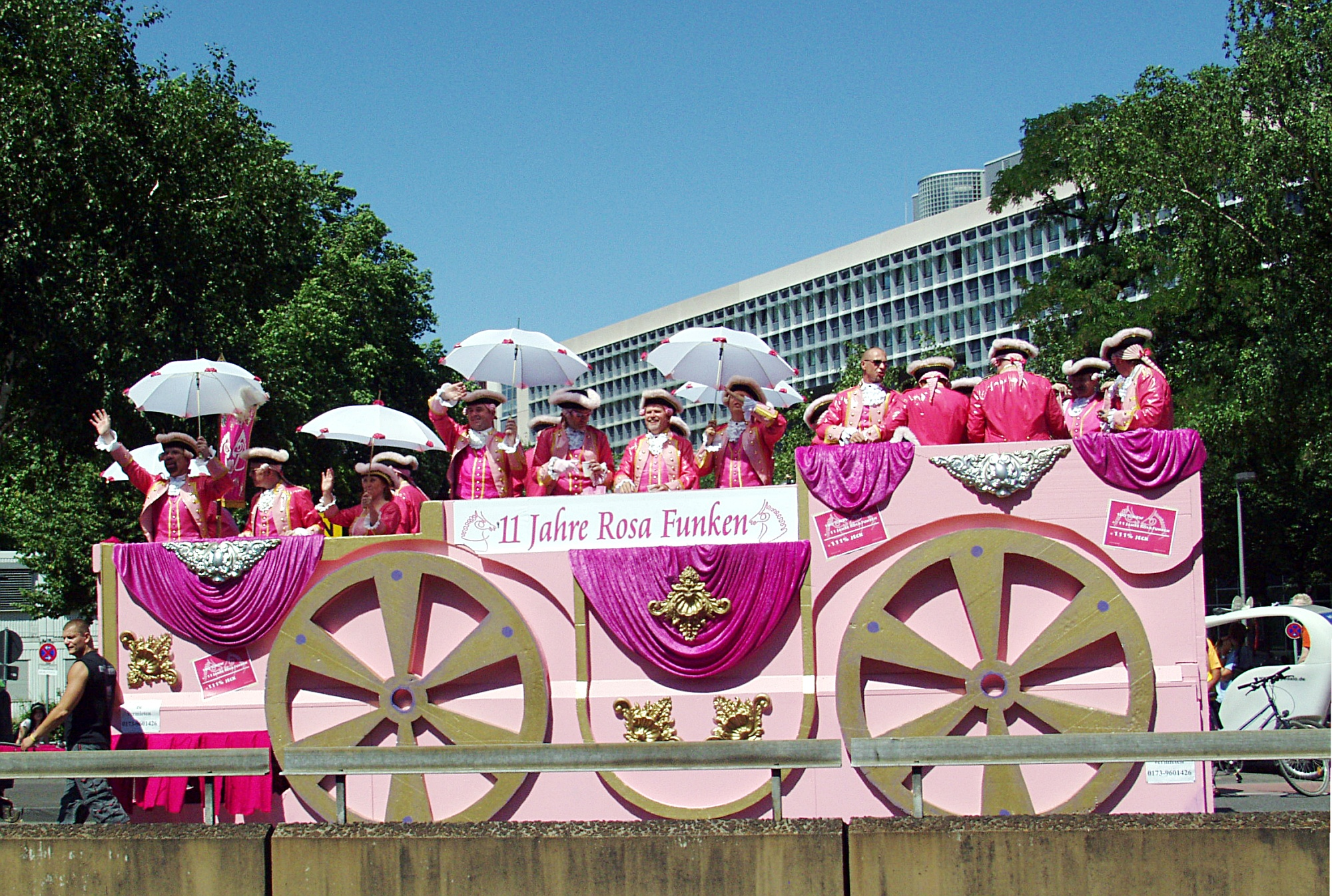
Carroza de Rosa Funken en el ColognePride 2006
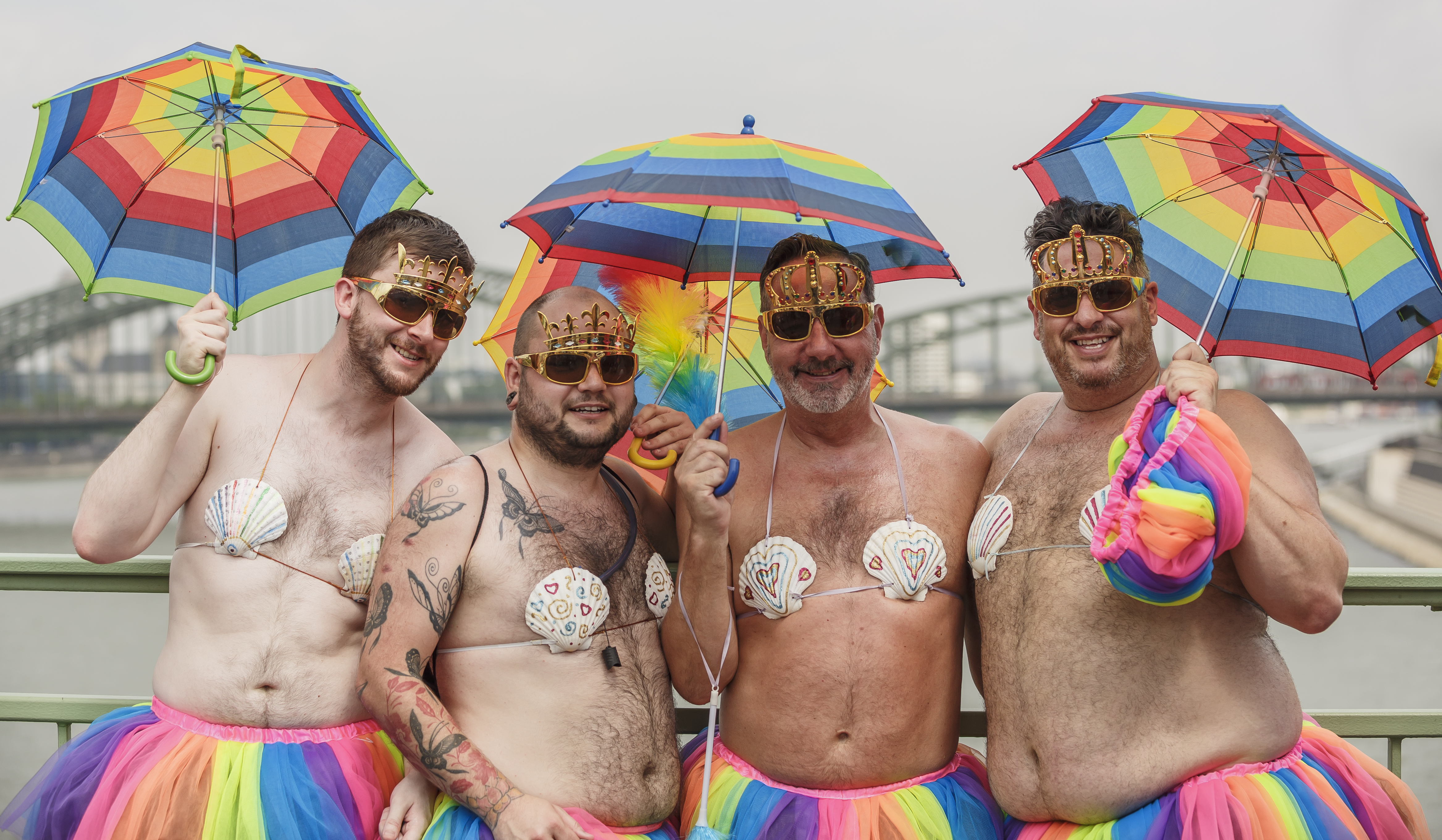
Participantes en el ColognePride 2015
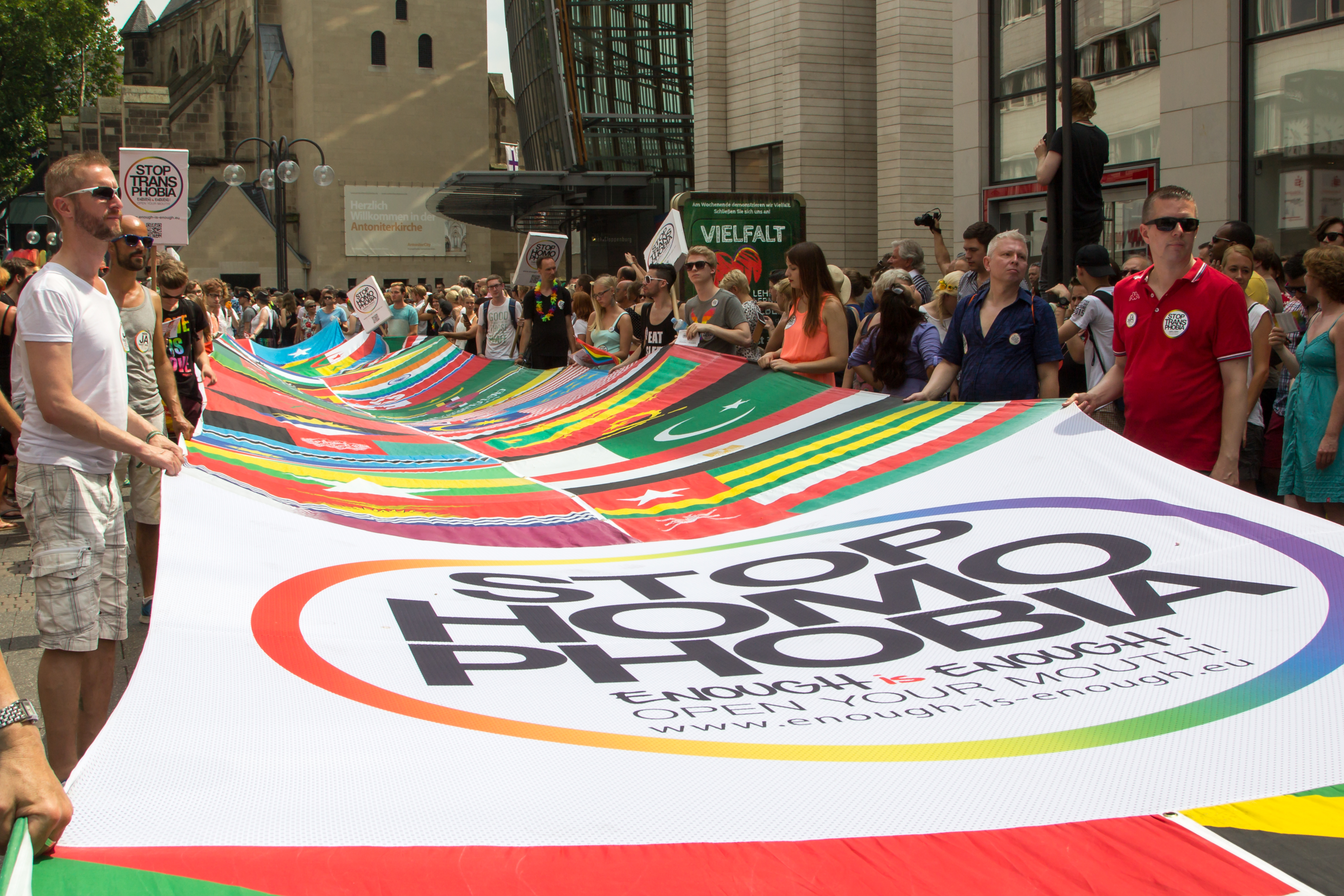
Manifestación de 2015: grupo de pie con pancartas contra la homofobia en el mundo.